# エンパワー・フィールド・アット・マイル・ハイ
エンパワー・フィールド・アット・マイル・ハイ（Empower Field at Mile High）は、アメリカ合衆国コロラド州デンバーにあるスタジアム。スタジアムの愛称は、デンバー市の標高が5,280フィート（1,610m）でちょうど1マイルであることに由来する。旧称、インベスコ・フィールド・アット・マット・ハイ（Invesco Field at Mile High、開場から2011年）、スポーツオーソリティ・フィールド・アット・マイル・ハイ（Sports Authority Field at Mile High、2011年から2018年）、ブロンコス・スタジアム・アット・マイル・ハイ(Broncos Stadium at Mile High、2018年から2019年)。通称、マイルハイ、ニューマイルハイ、マイルハイ・スタジアム。
ナショナル・フットボール・リーグ（NFL）のデンバー・ブロンコスの本拠地である。かつての本拠地の旧マイル・ハイ・スタジアムに代わるスタジアムとして2001年に開場した。旧マイル・ハイ・スタジアムの伝統を受け継いでおり、対戦チームにとって最も難しいスタジアムの一つとなっている。高地での試合の難しさとファンの声援の大きさを鑑みると、本スタジアムはNFLの中で最もホームアドバンテージを持っていると言われている。開場以降、デンバー・ブロンコス、メジャーリーグラクロス（MLL）のデンバー・アウトローズ、メジャーリーグサッカー（MLS）のコロラド・ラピッズ（2006年まで）の本拠地となっている。また、多くのコンサートが開催され、バラク・オバマが民主党の大統領候補に選ばれ、大統領指名受諾演説をした際の民主党全国大会会場としても使用された。

## 概要
クアーズ・フィールド（コロラド・ロッキーズ (MLB) の本拠地）やペプシ・センター（デンバー・ナゲッツ (NBA) とコロラド・アバランチ (NHL) の本拠地）と並び、デンバーのスポーツの中心地である。

### 命名権
スタジアム建設中、デンバー市長のウェリントン・ウェッブはスタジアムの命名権の売却に反対した。しかし、この時点で既に、AT&T、ジャナス・キャピタル、インベスコ・ファンドがパートナー候補となっていた。「フレンズ・オブ・マイルハイ」と呼ばれる市民グループが、ファンが旧名称を好むか、企業スポンサーがついても構わないか調査をおこなったところ、州の収入が8900万ドル分失われる可能性があるにもかかわらず、70%が「マイルハイ」の名称を維持することを希望していることが判明した。
多くのファンは企業名がスタジアム名になることに反対し、以前のスタジアム名である「マイルハイ・スタジアム」と同名を望んでいたものの、最終的にインベスコ・ファンドが命名権を取得することになり、「インベスコ・フィールド・アット・マイル・ハイ」となった。開場当初、デンバー・ポスト紙はインベスコのラベルを使用することを拒否し、数年間は「マイルハイ・スタジアム」と呼んでいた。
2011年8月、インベスコ・ファンドが契約切れに伴い、スポーツ用品販売業のスポーツオーソリティが年間およそ600万ドルの25年契約で命名権を譲渡し、「スポーツオーソリティ・フィールド・アット・マイフ・ハイ」の名称に変更された。しかしスポーツオーソリティが2016年に連邦倒産法第11章適用申請後もスタジアム名が残り、2018年1月にスポーツオーソリティの名称は削除。同年6月、運営者で暫定名称として議決された。2019年9月、退職金記録制作企業のエンパワー・リタイアメントとの命名権契約が成立し、「エンパワー・フィールド・アット・マイル・ハイ」となった。

## 歴史

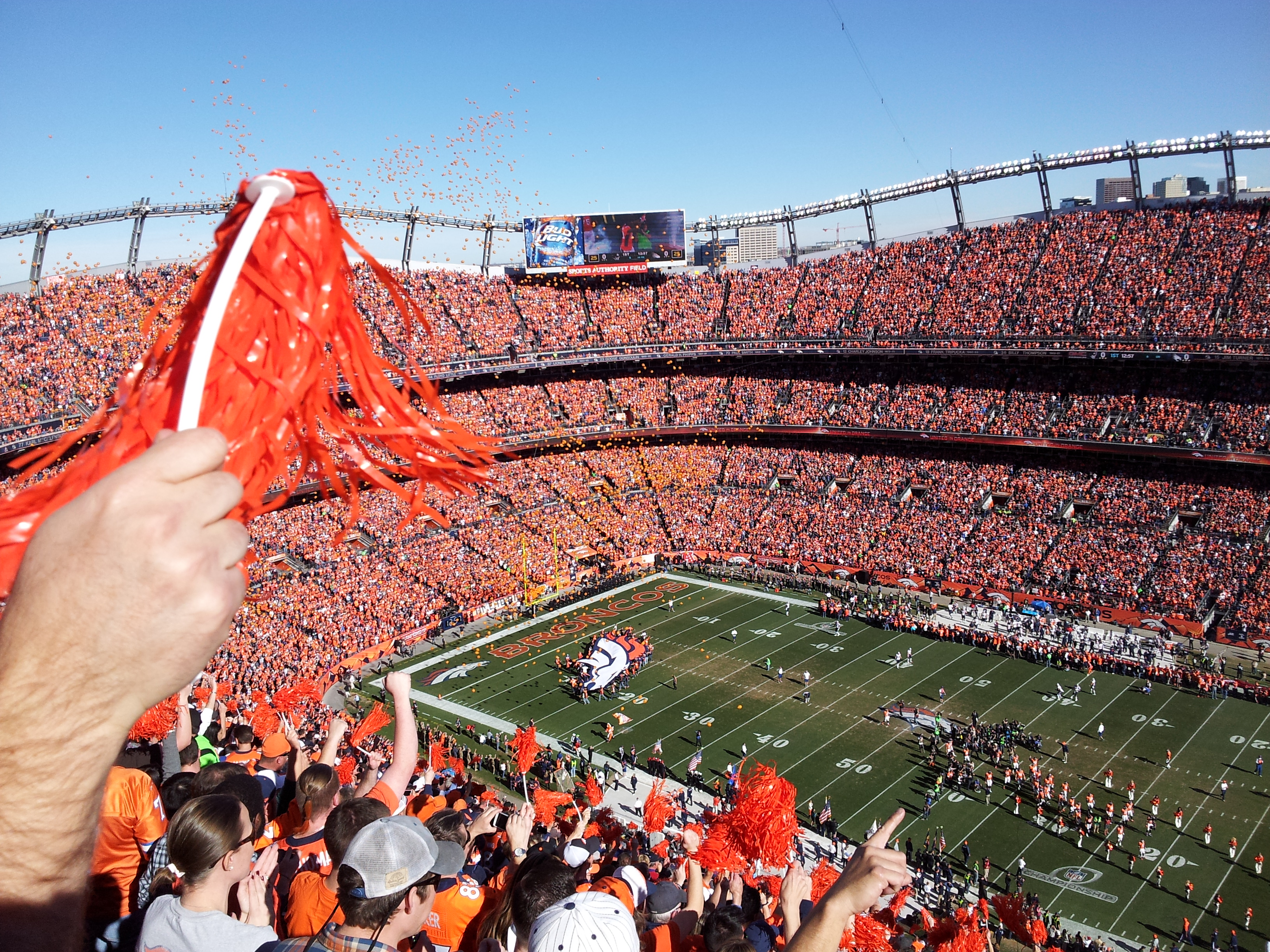
スタジアム内部（2013年）

本拠地マイル・ハイ・スタジアムが開場してから50年近くの月日が流れた1990年代中盤、ブロンコスは新スタジアム建設を希望するようになった。1998年11月3日、地元6郡で住民投票が行われ、新スタジアム建設計画が承認された。これにより地元住民には10ドルあたり1セントの特別消費税が課せられ、それをスタジアム建設資金の一部にすることとなった。
1999年8月17日に起工。マイル・ハイ・スタジアムの隣に2年かけて建設された新スタジアムは2001年8月25日にNFLプレシーズン・ゲームで開場した（ブロンコス 31－24 セインツ）。2001年9月10日にはマンデーナイトフットボールで、初のNFL公式戦が開催され、ブロンコスはジャイアンツに31－20で勝って初戦を飾った。
旧マイル・ハイ・スタジアムは翌年春に取り壊され、跡地は新スタジアムの駐車場となった。
開場以来主にアメリカンフットボールやサッカーに使用されてきたが、2005年にはMLLオールスターゲームが開催され、翌2006年からはMLL新規球団デンバー・アウトローズの本拠地となるなど、ラクロスも多く開催されるようになった。

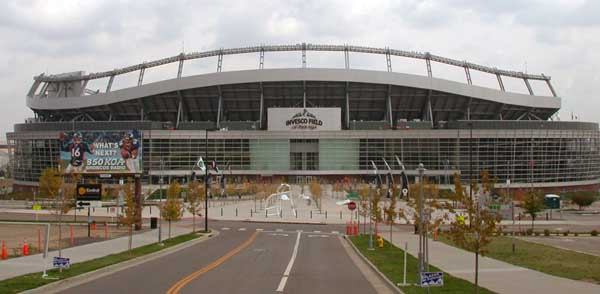
スタジアム正面